# Oeschinenhorn
Oeschinenhorn är en bergstopp i Schweiz.   Den ligger i distriktet Frutigen-Niedersimmental och kantonen Bern, i den centrala delen av landet, 60 km söder om huvudstaden Bern. Toppen på Oeschinenhorn är 3 486 meter över havet, eller 71 meter över den omgivande terrängen. Bredden vid basen är 0,13 km.
Terrängen runt Oeschinenhorn är huvudsakligen mycket bergig. Närmaste större samhälle är Frutigen, 14,7 km nordväst om Oeschinenhorn. 
Trakten runt Oeschinenhorn är permanent täckt av is och snö. Runt Oeschinenhorn är det mycket glesbefolkat, med 6 invånare per kvadratkilometer.